# The Elder Scrolls V: Skyrim: Original Game Soundtrack
The Elder Scrolls V: Skyrim: Original Game Soundtrack es el álbum de banda sonora del videojuego de rol de 2011 The Elder Scrolls V: Skyrim de Bethesda Softworks, obra de Jeremy Soule. Soule compuso las bandas sonoras de los dos juegos anteriores de la serie The Elder Scrolls], Morrowind y Oblivion, y reutilizó algunos motivos de esas partituras en sus composiciones para Skyrim. El público y la crítica elogiaron la música, que fue clasificada entre las mejores bandas sonoras de videojuegos del año. Se destacó especialmente el tema musical del título, «Dragonborn», con letra en el ficticio «lenguaje de dragón».

## Composición y estilo
Para esta entrega, el director de Skyrim, Todd Howard, quería que la banda sonora se alejara de la música melódica de los dos juegos anteriores de la serie y, en cambio, tomara una dirección más agresiva. Emma Majoris, de Game Rant, explicó que «Soule entendió la tarea perfectamente» y logró desviarse cada vez más de los métodos tradicionales mientras unía componentes no melódicos con toques de musicalidad. Majoris declaró que Soule es un compositor de la vieja escuela que se inspira en maestros del pasado, en particular Tchaikovsky, y los trae al presente para combinarlos con su propio estilo. Para el tema musical principal, Howard proyectó un coro de bárbaros cantando. El escritor del título y letrista de la banda sonora, Emil Pagliarulo, inventó un «lenguaje de dragón» ficticio, y el coro «bárbaro» canta en este idioma al unísono. A pedido de Howard, Pagliarulo diseñó el idioma para que la canción rimara tanto en lengua de dragón como, cuando se tradujera, en inglés.
Emily Reese de YourClassical escribió que Soule usó instrumentos sintéticos y en vivo para combinar canto llano, música folclórica nórdica y tradición clásica para crear una banda sonora altamente expresiva para el mundo del juego. Michiel Kamp y Mark Sweeney encontraron que el trabajo de Soule recuerda a compositores nórdicos como Edvard Grieg y Jean Sibelius, específicamente de dos maneras: primero, los países nórdicos que estos compositores buscaron representar en su trabajo son el modelo para la tierra de Skyrim y sus habitantes, los nórdicos, y segundo, que el intento de Soule de representar sonoramente el paisaje natural es similar a los esfuerzos de Grieg por hacer lo mismo. Kirk Hamilton de Kotaku señaló que gran parte del trabajo de Soule recuerda al de Ottorino Respighi.
Soule incorporó partes de composiciones de juegos anteriores de The Elder Scrolls, por ejemplo en «Dragonborn», que toma prestado de «Nerevar Rising» de Morrowind, así como elementos de la música de Oblivion (partes de «Dragonborn» son incluso esencialmente un arreglo orquestal y coral de «Nerevar Rising» en lugar de una variación). Otros ejemplos son «Unbroken Road», cuya melodía de cuerda también se escucha en Oblivion, «The Jerall Mountains», también de la anterior entrega, y «One They Fear», que combina el motivo de «Dragonborn» de Skyrim con el tema de los dos juegos predecesores de la saga.

### Análisis

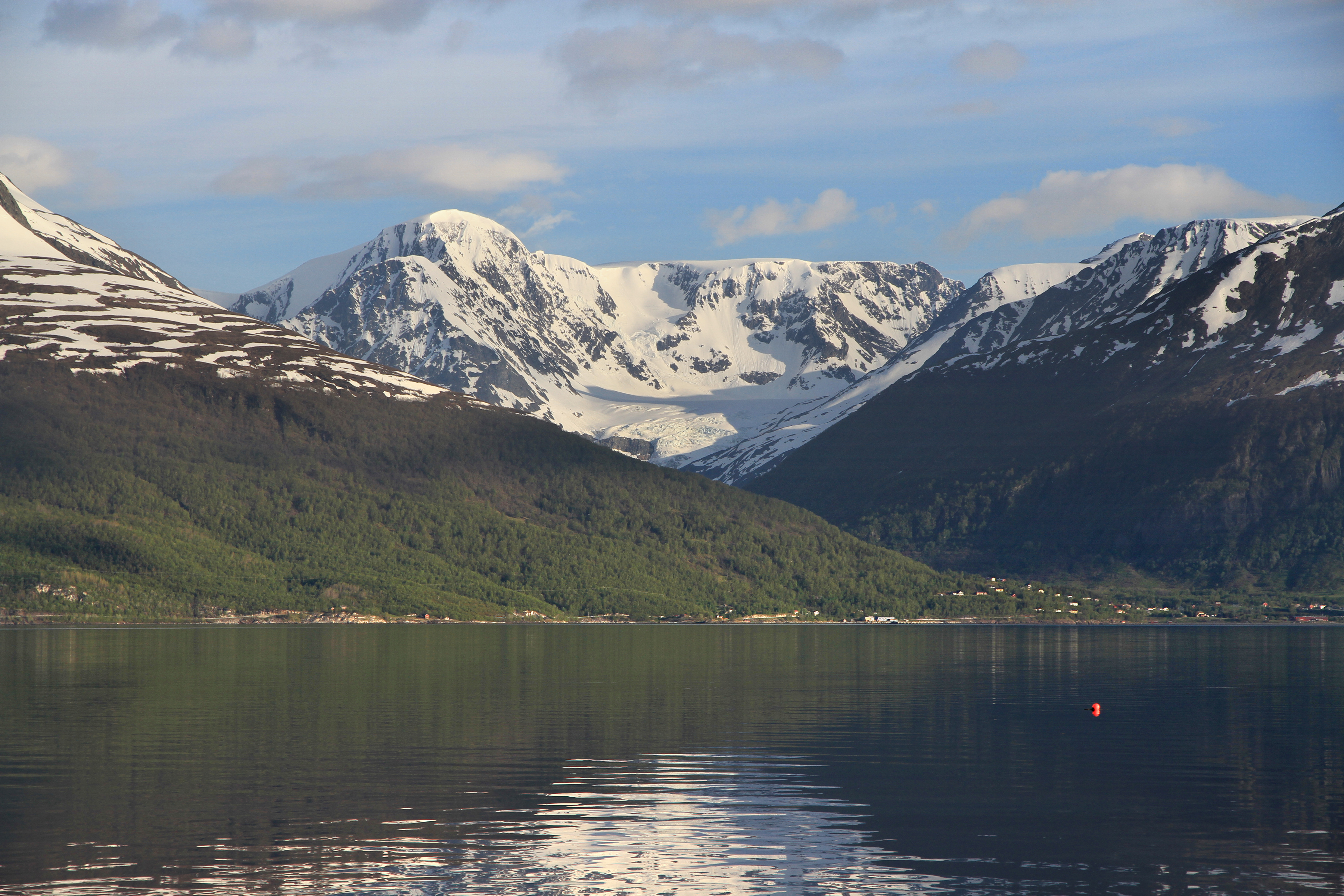
La influencia escandinava de Skyrim se vio reflejada en su banda sonora.

En su reseña del álbum, Josh Barron analizó la composición de numerosas canciones individuales de la banda sonora. «Dragonsreach» utiliza cuerdas bajas, tambores taiko y coro masculino para «emanar poder» y retratar la «masculinidad». «Awake», comienza con cuerdas y luego introduce timbales mientras toca motivos del tema principal. «Secunda» incorpora texturas ligeras de piano y arpa. «Distant Horizons» presenta cuerdas disonantes y una melodía de oboe. En «White River», Soule usa trompa y cuerdas para emular ríos caudalosos y cascadas. En el minuto 1:32, Barron encontró la pieza similar a «La mer» de Debussy.
«Death or Sovngarde», una de las pistas de combate del juego, cuenta con una orquesta completa y un coro y está llena de acordes de metales y ritmos de tambores. «Blood and Steel» también presenta metales y batería para un sonido grandilocuente; incorpora motivos del tema principal y termina abruptamente. «Ancient Stones», un tema de pueblo con texturas más ligeras y un sonido alegre, es el primero en el que aparece el dulcimer. «City Gates» presenta cuerdas más bajas en contraste con los registros más altos de «Ancient Stones» y trae el violonchelo. «Solitude» presenta una soprano solista y «Streets of Whiterun» cuenta con una melodía de violonchelo. «Journey's End» consiste en una orquestación muy exuberante y fluida, principalmente de cuerdas en una forma muy clásica como la que utilizan compositores como Bach.
Las canciones de tabernas se diferencian del resto de la banda sonora. Todas presentan un estilo musical medieval e incluyen instrumentos inventados durante la Edad Media, como el laúd y las flautas antiguas. «Around the Fire» incluye un conjunto completo de violín, laúd, flauta y batería. Algunas piezas incluidas en el álbum son piezas breves ambientales o incidentales, como las cuerdas tropezando y la percusión de «Caught Off Guard» o «Tooth and Claw» con ritmos urgentes de cuerdas y batería. «Masser», por el contrario, es una pista ambiental larga de base coral. La última pista del álbum, «Skyrim Atmospheres», consta enteramente de efectos de sonido ambiental. La pieza ambiental «Frostfall» presenta un violonchelo y otras cuerdas de registro más bajo, así como voces similares a las utilizadas en El señor de los anillos de Howard Shore. «Standing Stones» comienza con un siniestro coro masculino y cuerdas suspendidas; en el minuto 0:49 de la pista, las cuerdas disonantes contrastan con las voces femeninas. «Tundra» utiliza técnicas similares y también incluye instrumentación al estilo del Medio Oriente. «Aurora» está llena de contrastes, mezclando disonancia y consonancia, aperturas silenciosas y preparaciones dramáticas. «Sovngarde» incorpora motivos de «Dragonborn» y comienza con un canto nórdico con voz masculina. «Wind Guide You» empieza con un tono oscuro y luego cambia a un sonido simultáneamente cálido pero siniestro a través de cuerdas y coro.

## Recepción
Robert Ramsey de Push Square calificó la banda sonora como una de las mejor realizadas jamás vistas para videojuegos. Kirk Hamilton de Kotaku incluyó el álbum entre la mejor música de juegos de 2011. Escribió que la «banda sonora es audaz y sumamente segura, y está indisolublemente ligada al título que acompaña» y que la música le hizo querer iniciar una partida inmediatamente. Destacó tres temas como sus favoritos: «The One They Fear», que repite el coro de «Dragonborn», «Secunda», que según Hamilton se parece más a una pista de Minecraft que a un juego de Bethesda y «Far Horizons», que consideró que resume y «captura el alma» de Skyrim y calificó como la canción de videojuego más icónica del año. Kyle E. Miller de RPGFan escribió que si bien la banda sonora no era muy original, establece y mantiene una atmósfera atractiva. Miller concluyó que «Soule compone música magistral para pasear, y esta podría ser la banda sonora de una caminata invernal o un paseo por prados parecidos a la tundra. No espere emociones intensas ni melodías fantásticas, y no se sentirá decepcionado». Encontró la pieza inicial, «Dragonborn», la más memorable. Shane Scarborough de EIP Gaming nombró la banda sonora como «verdaderamente notable» y digna de una película de gran éxito. Josh Barron de VGMO puntuó el álbum con cinco estrellas de cinco; declaró que, si bien sabía que no estaría decepcionado, la música superó por completo sus expectativas en tres discos. Añadió que para aquellos que disfrutan de los efectos de sonido y las texturas atmosféricas del juego, el cuarto disco es un añadido bienvenido.

## Lista de canciones
The Elder Scrolls V: Skyrim (Original Game Soundtrack)

Todas las canciones escritas y compuestas por Jeremy Soule. 
| Disco 1 |                        |          |  |
| N.º     | Título                 | Duración |  |
| 1.      | «Dragonborn»           | 3:58     |  |
| 2.      | «Awake»                | 1:35     |  |
| 3.      | «From past to present» | 5:06     |  |
| 4.      | «Unbroken road»        | 6:26     |  |
| 5.      | «Ancient stones»       | 4:48     |  |
| 6.      | «The city gates»       | 3:48     |  |
| 7.      | «Silent footsteps»     | 2:53     |  |
| 8.      | «Dragonsreach»         | 2:23     |  |
| 9.      | «Tooth and claw»       | 1:51     |  |
| 10.     | «Under an ancient sun» | 3:44     |  |
| 11.     | «Death or Sovngarde»   | 3:02     |  |
| 12.     | «Masser»               | 6:06     |  |
| 13.     | «Distant horizons»     | 3:55     |  |
| 14.     | «Dawn»                 | 4:00     |  |
| 15.     | «The Jerall Mountains» | 3:22     |  |
| 16.     | «Steel on steel»       | 1:45     |  |
| 17.     | «Secunda»              | 2:05     |  |
| 18.     | «Imperial throne»      | 2:23     |  |
| 63:00   |                        |          |  |

Todas las canciones escritas y compuestas por Jeremy Soule. 
| Disco 2 |                           |          |  |
| N.º     | Título                    | Duración |  |
| 1.      | «Frostfall»               | 3:28     |  |
| 2.      | «Night without stars»     | 0:43     |  |
| 3.      | «Into darkness»           | 2:55     |  |
| 4.      | «Kyne's peace»            | 3:52     |  |
| 5.      | «Unbound»                 | 1:35     |  |
| 6.      | «Far horizons»            | 5:33     |  |
| 7.      | «A winter's tale»         | 3:22     |  |
| 8.      | «The bannered mare»       | 2:30     |  |
| 9.      | «The streets of Whiterun» | 4:07     |  |
| 10.     | «One they fear»           | 3:16     |  |
| 11.     | «Silence unbroken»        | 2:24     |  |
| 12.     | «Standing Stones»         | 2:24     |  |
| 13.     | «Standing Stones»         | 6:39     |  |
| 14.     | «Beneath the ice»         | 4:16     |  |
| 15.     | «Tundra»                  | 3:52     |  |
| 16.     | «Journey's end»           | 4:10     |  |
| 56:04   |                           |          |  |

Todas las canciones escritas y compuestas por Jeremy Soule. 
| Disco 3 |                           |          |  |
| N.º     | Título                    | Duración |  |
| 1.      | «Before the storm»        | 1:09     |  |
| 2.      | «A chance meeting»        | 3:12     |  |
| 3.      | «Out of the cold»         | 3:04     |  |
| 4.      | «Around the fire»         | 3:12     |  |
| 5.      | «Shadows and echoes»      | 2:21     |  |
| 6.      | «Caught off guard»        | 1:13     |  |
| 7.      | «Aurora»                  | 7:23     |  |
| 8.      | «Blood and steel»         | 2:12     |  |
| 9.      | «Towers and shadows»      | 2:24     |  |
| 10.     | «Seven thousand steps»    | 1:08     |  |
| 11.     | «Solitude»                | 2:12     |  |
| 12.     | «Watch the skies»         | 2:23     |  |
| 13.     | «The gathering storm»     | 2:55     |  |
| 14.     | «Sky above, voice within» | 3:59     |  |
| 15.     | «Death in the darkness»   | 2:38     |  |
| 16.     | «Shattered shields»       | 2:40     |  |
| 17.     | «Sovngarde»               | 3:38     |  |
| 18.     | «Wind guide you»          | 9:05     |  |
| 56:41   |                           |          |  |

Todas las canciones escritas y compuestas por Jeremy Soule y Mark Lampert. 
| Disco 4 |                      |          |  |
| N.º     | Título               | Duración |  |
| 1.      | «Skyrim atmospheres» | 42:35    |  |
| 42:35   |                      |          |  |